# Hylophorbus wondiwoi
Hylophorbus wondiwoi är en groddjursart som beskrevs av Günther 200. Hylophorbus wondiwoi ingår i släktet Hylophorbus och familjen Microhylidae. IUCN kategoriserar arten globalt som otillräckligt studerad. Inga underarter finns listade i Catalogue of Life.